# Sismo de Loma Prieta de 1989
O Sismo de Loma Prieta de 1989 ocorreu na região da Área da baía de São Francisco, Califórnia, Estados Unidos no dia 17 de Outubro de 1989 às 17h04 na hora local (00h04 UTC no dia 18) e teve magnitude de 6,9 na escala de magnitude de momento (Mw). O epicentro está localizado a 16 km (10 mi) ao nordeste de Santa Cruz, em uma seção na Falha de Santo André na montanha de Loma Prieta (que deu nome ao sismo), localizada ao longo das Montanhas Santa Cruz. Teve duração de 8 a 15 segundos a uma profundidade de 19 km (12 mi). Causou a morte de 63 pessoas e outras 3 757 ficaram feridas. O prejuízo total foi de cerca de US$ 5,6 a 6 bilhões.
O terremoto ficou conhecido por ser o primeiro sismo da era moderna com epicentro nos Estados Unidos a ser transmitido ao vivo em rede nacional por uma emissora de televisão no país, a American Broadcasting Company (ABC), devido ao jogo 3 da World Series da Major League Baseball de 1989 que estava para ser iniciado no Candlestick Park, e coincidentemente, tinham como finalistas os dois times da Área da baía de São Francisco (região atingida pelo tremor), o San Francisco Giants e o Oakland Athletics.